# Syllogisme du politicien
 (avril 2024).
Le syllogisme du politicien (de l’anglais politician's syllogism), est un paralogisme de la forme :
1. on doit faire quelque chose ;
2. x est quelque chose ;
3. donc x doit être fait.

Le syllogisme du politicien a été identifié dans un épisode de 1988 de la série télévisée Yes, Prime Minister intitulé Le pouvoir au peuple et a surtout été connu grâce à Internet. Le syllogisme, inventé par des fonctionnaires britanniques fictifs, a été cité au sein du véritable Parlement britannique,. Le syllogisme a également été cité dans le débat politique américain.